# DC Лига суперљубимаца
DC Лига суперљубимаца (енгл. DC League of Super-Pets) амерички је 3D рачунарско-анимирани суперхеројски и хумористички филм из 2022. године. Продуцирао га је Warner Animation Group, а темељи се на истоименом тиму -а. Режију потписује Џаред Стерн (у свом редитељском дебију), који је написао сценарио са Џоном Витингтоном. Гласове позајмљују: Двејн Џонсон, Кевин Харт, Кејт Макинон, Џон Красински, Ванеса Бајер, Наташа Лион, Дијего Луна, Томас Мидлдич, Бен Шварц и Кијану Ривс.
Премијерно је приказан 27. јула 2022. у Лос Анђелесу, док је у америчким биоскопима издат 29. јула, односно 28. јула у Србији. Добио је углавном позитивне критике.

## Радња
Љубимце предводи Суперменов вољени пас Крипто. Њих двојица су нераздвојни пријатељи, који деле супермоћи и заједно се боре против криминала у Метрополису. Када Супермена и остатак Лиге правде отму, Крипто мора да увери офуцану екипу из склоништа за животиње — пса Аса, свињу Пе Бе, корњачу Марту и веверицу Чипа — да овладају својим новонасталим моћима и помогну му да спасу отете суперхероје. Асу се никако не свиђа идеја суперпса, али то ће се убрзо променити кад упозна Бетмена.

## Гласовне улоге
| Улога        | Енглески глас  | Српски глас          |
| ------------ | -------------- | -------------------- |
| Крипто       | Двејн Џонсон   | Александар Радојичић |
| Ас           | Кевин Харт     | Марко Мрђеновић      |
| Лулу         | Кејт Макинон   | Тамара Крцуновић     |
| Супермен     | Џон Красински  | Марко Марковић       |
| Пе Бе        | Ванеса Бајер   | Милена Моравчевић    |
| Марта        | Наташа Лион    | Наташа Марковић      |
| Чип          | Дијего Луна    | Марко Тодоровић      |
| Бетмен       | Кијану Ривс    | Стефан Бузуровић     |
| Лекс Лутор   | Марк Марон     | Милош Тимотијевић    |
| Лоис Лејн    | Оливија Вајлд  | Драгана Косјерина    |
| Чудесна Жена | Џамила Џамил   | Зои                  |
| Аквамен      | Џемејн Клемент | Милош Милаковић      |
| Флеш         | Џон Ерли       | Марио Врећо          |
| Киборг       | Дејвид Дигс    | Озбиљне Теме         |
| Зелени Фењер | Даша Поланко   | Џени Мартин          |